# Physiozentrismus
Der Physiozentrismus (von griechisch physis= Natur) gilt in der Umweltethik als Gegenbegriff zum Anthropozentrismus, wobei die Positionen sich jeweils bemühen, den moralischen Wert der belebten Natur zu bestimmen. Anthropozentrische Ansätze messen der nicht-menschlicher Natur keinen Eigenwert zu und gehen daher nicht davon aus, dass eine Rücksichtnahme auf die Umwelt oder andere Spezies notwendig sei. Physiozentrische Ansätze gehen dagegen von einem moralischen  Eigenwert der Natur und ihrer Bewohner aus und erklären diese, unabhängig von menschlichen Interessen, für wertvoll.

## Rechtliche Relevanz
Im Umweltrecht finden Positionen die fordern, auch die Natur müsse rechtlich berücksichtigt werden, zunehmend Gehör. Bisher waren es oft Umweltschutzorganisationen oder indigene Völker, die sich entgegen wirtschaftlicher Interessen für den Erhalt der Umwelt als Lebensraum einsetzen. Im Juli 2022 haben die Vereinten Nationen darüber abgestimmt, eine saubere Umwelt zum Menschenrecht zu erklären. Auch wenn die Natur selbst noch keine Rechte hat, so werden durch die Tatsache, dass nun jeder Mensch das Recht hat, in einer „sicheren, sauberen, gesunden und nachhaltigen Umwelt“ zu leben als wichtiger Impuls für die Weiterentwicklung der Umweltgesetzgebung betrachtet.

## Unterschiedliche Strömungen
Neben dem Physiozentrismus werden die weiteren Gegenpositionen zum Anthropozentrismus häufig in pathozentrische, biozentrische und radikal-physiozentrische unterteilt. Dem Pathozentrismus zufolge besitzen alle empfindungsfähigen Lebewesen einen moralischen Eigenwert. Der Biozentrismus spricht grundsätzlich allen Lebewesen einen Eigenwert zu. Im Rahmen des radikalen Physiozentrismus werden eine individualistische Variante und eine holistische Variante unterschieden. Die individualistische Variante spricht Einzeldingen in der Natur, wie etwa Steinen, moralische Werte zu. Im holistischen Ansatz gilt die Ganzheit der Natur als Träger moralischer Werte.

### Pathozentrismus
Im Gegensatz zu Anthropozentrismus, der nur auf Bedürfnisse von Menschen Rücksicht nimmt, bewertet der Pathozentrismus sämtliche Lebewesen, die empfindsam und leidensfähig sind als moralisch relevant.

### Biozentrismus
Jedes Lebewesen hat einen moralischen Eigenwert. Wurde u. a. von vegan bzw. vegetarisch lebenden Personen, Tierrechtlern und Umweltaktivisten entworfen; wird aber auch von Theologen wie Rupert Lay und dem Friedensnobelpreisträger Albert Schweitzer propagiert, der für mehr Biophilie gegen das Abgleiten in eine unmenschliche Welt plädiert. Siehe auch die Religion des Jainismus, in der Gewaltlosigkeit gegenüber allen Lebewesen ein ethisches Grundprinzip ist.

### Holismus
Moralisch relevantes Kriterium ist das Sein an sich. Daher sind für das ethische Handeln nicht nur Lebewesen, sondern auch die unbelebte Natur relevant.